# 吴冠芸
吴冠芸（1924年—），女，浙江杭州人，中国生物化学家、医学教育家，曾任中国医学科学院基础医学研究所研究员。

## 家庭
丈夫陆如山。